# (6790) Pingouin
(6790) Pingouin ist ein Asteroid des äußeren Hauptgürtels, der am 28. September 1991 vom japanischen Astronomen Satoru Ōtomo an der Sternwarte (IAU-Code 894) in Kiyosato in der Präfektur Yamanashi in Japan entdeckt wurde.
Der Asteroid wurde am 28. Juli 1999 nach dem Riesenalk benannt, einem ausgestorbener flugunfähigen Seevogel, der der ursprüngliche Vogel mit dem englischen Namen penguin war, der später auf die äußerlich ähnlichen, aber nicht näher verwandten Pinguine übertragen wurde, und dessen letzte verlässliche Sichtung im Jahr 1852 erfolgte.